# Neopallasia
Neopallasia, monotipski rod trajnica iz porodice glavočika smješten u podtribus Artemisiinae. Jedina vrsta je N. pectinata, jednogodišnja raslinja ili trajnica iz Kazahstana, Kine, Mongolije i Sibira (Sibirski savezni okrug, Burjatija).
Stabljika je uspravna (do 40 cm), listovi naizmjenični

## Sinonimi
- Artemisia pectinata Pall.
- Artemisia yunnanensis (Pamp.) Krasch.
- Neopallasia tibetica Y.R.Ling
- Neopallasia yunnanensis (Pamp.) Y.R.Ling

|  | Zajednički poslužitelj ima još gradiva o temi Neopallasia |
|  | Wikivrste imaju podatke o taksonu Neopallasia             |